# Resolutie 539 Veiligheidsraad Verenigde Naties
Resolutie 539 van de Veiligheidsraad van de Verenigde Naties werd op 28 oktober 1983 aangenomen. Op de onthouding van
de Verenigde Staten na stemden alle leden voor deze resolutie, die Zuid-Afrika opriep mee te werken aan de uitvoering van resolutie 435 en de organisatie van verkiezingen onder leiding van de VN in Zuidwest-Afrika.

## Achtergrond
Het mandaat dat Zuid-Afrika over Zuidwest-Afrika had gekregen werd in de jaren zestig door de Verenigde Naties ingetrokken. Zuid-Afrika weigerde echter Namibië te verlaten. Het Zuid-Afrikaanse bestuur aldaar werd illegaal verklaard en Zuid-Afrika kreeg sancties opgelegd. Eind jaren zeventig leek de onafhankelijkheid van Namibië dan toch in zicht te komen en er werd gewerkt aan de organisatie van verkiezingen.

## Inhoud
De Veiligheidsraad:
- Heeft het rapport van secretaris-generaal Javier Pérez de Cuéllar overwogen.
- Herinnert aan de resoluties 1514 (XV) en 2145 (XXI) van de Algemene Vergadering.
- Herinnert aan en herbevestigt de resoluties 301, 385, 431, 432, 435, 439 en 532.
- Is erg bezorgd over de voortdurende illegale bezetting van Namibië door Zuid-Afrika.
- Is ook erg bezorgd over de spanningen en instabiliteit in zuidelijk Afrika door het gebruik van Namibië als uitvalsbasis voor aanvallen.
- Herbevestigt de verantwoordelijkheid van de VN over Namibië en de Veiligheidsraad voor de uitvoering van de resoluties 385 en 435 waaronder het houden van door de VN gecontroleerde vrije verkiezingen.
- Is verontwaardigd dat Zuid-Afrika blijft staan op een irrelevante en vreemde aaneenschakeling, wat de uitvoering van resolutie 435 in de weg stond.

1. Veroordeelt de voortdurende illegale bezetting van Namibië door Zuid-Afrika.
2. Veroordeelt Zuid-Afrika verder voor het hinderen van de uitvoering van resolutie 435 door te staan op voorwaarden die tegenstrijdig zijn met het plan van de VN voor de onafhankelijkheid van Namibië.
3. Verwerpt Zuid-Afrika's aandrang om de onafhankelijkheid van Namibië te verbinden aan irrelevante en vreemde kwesties, iets wat tegenstrijdig is met resolutie 435.
4. Verklaart dat de onafhankelijkheid van Namibië niet kan worden tegengehouden door kwesties die niets met resolutie 435 te maken hebben.
5. Herhaalt dat resolutie 435 de enige basis is voor een vreedzame oplossing voor het probleem met Namibië.
6. Bemerkt dat de consultaties van de secretaris-generaal hebben bevestigd dat alle openstaande kwesties verwant aan resolutie 435 inmiddels opgelost zijn.
7. Bevestigt dat het te gebruiken verkiezingssysteem voor de aanname van de resolutie voor de uitvoering van het VN-plan moet worden bepaald.
8. Roept Zuid-Afrika op mee te werken met de secretaris-generaal en hem de keuze van een verkiezingssysteem mee te delen.
9. Vraagt de secretaris-generaal zo snel mogelijk en voor 31 december te rapporteren over de uitvoering van deze resolutie.
10. Besluit om actief op de hoogte te blijven en om, als uit het rapport van de secretaris-generaal blijkt dat Zuid-Afrika dwars blijft liggen, verdere maatregelen te overwegen.

## Verwante resoluties
- Resolutie 439 Veiligheidsraad Verenigde Naties
- Resolutie 532 Veiligheidsraad Verenigde Naties
- Resolutie 566 Veiligheidsraad Verenigde Naties
- Resolutie 601 Veiligheidsraad Verenigde Naties

Lijst ·  529 ·  530 ·  531 ·  532 ·  533 ·  534 ·  535 ·  536 ·  537 ·  538 ·  539 ·  540 ·  541 ·  542 ·  543 ·  544 ·  545